# Cryptocline
Cryptocline is een geslacht van schimmels uit de orde Helotiales. De typesoort is Cryptocline effusa.

## Soorten
Volgens Index Fungorum telt het geslacht 18 soorten (peildatum januari 2022):
| Soortnaam                  | Auteur(s)                                       | Publicatiejaar |
| -------------------------- | ----------------------------------------------- | -------------- |
| Cryptocline abietina       | Petr.                                           | 1924           |
| Cryptocline andina         | Petr.                                           | 1950           |
| Cryptocline arctostaphyli  | Petrini                                         | 1984           |
| Cryptocline betularum      | (Ellis & G. Martin) Arx                         | 1957           |
| Cryptocline ceanothi       | (H.C. Greene) Arx                               | 1957           |
| Cryptocline cinerascens    | (Bubák) Arx                                     | 1957           |
| Cryptocline conigena       | (Sacc. & Roum.) Arx                             | 1957           |
| Cryptocline cyclaminis     | (Sibilia) Arx                                   | 1963           |
| Cryptocline cypripedii     | (H.C. Greene) Punith.                           | 1988           |
| Cryptocline dubia          | (Bäumler) Arx                                   | 1957           |
| Cryptocline effusa         | Petr.                                           | 1924           |
| Cryptocline exobasidioides | (Juel) Arx                                      | 1977           |
| Cryptocline hypophyllum    | (D.E. Ellis & L.S. Gill) Morgan-Jones & Nag Raj | 1973           |
| Cryptocline nigricans      | (Cooke & Massee) B. Sutton                      | 1971           |
| Cryptocline phacidiella    | (Grove) Arx                                     | 1957           |
| Cryptocline propinqua      | (Bubák & Vleugel) Arx                           | 1957           |
| Cryptocline sphaerospora   | Matsush.                                        | 2003           |
| Cryptocline taxicola       | (Allesch.) Petr.                                | 1925           |